# HMS Apollo (M01)
Pour les autres navires du même nom, voir HMS Apollo.
Le HMS Apollo est un mouilleur de mines de la classe Abdiel de la Royal Navy.

## Histoire
Admis après des essais en mer en février 1944, l'Apollo rejoint la Home Fleet à Scapa Flow puis va à Plymouth pour des opérations de minage en vue du débarquement en France. Après le chargement de mines à Milford Haven, il commence une série de dépôt le long de la Bretagne, entre Ouessant et l'île Vierge.
Il participe à l'opération Neptune le 6 juin. Le lendemain, il embarque le général Dwight D. Eisenhower, l'amiral Bertram Ramsay, le maréchal Bernard Montgomery et les officiers du SHAEF pour visiter les territoires lors de l'assaut. Mais au moment de partir, le navire abîme ses hélices, les passagers sont transférés sur le destroyer Undaunted.
L'Apollo va à Sheerness puis à Tyneside pour des réparations faites en septembre. Le navire est transféré au Commander-in-Chief, Western Approaches et déployé en mer Celtique pour poser des champs de mines en profondeur afin d'empêcher les manœuvres des sous-marins allemands. Avec le mouilleur Plover, il largue plus de 1 200 mines au nord des Cornouailles. Le premier champ installé le 29 novembre sera fatal au U 325 et celui le 3 décembre au U 1021.
Le 24 décembre, il part en Norvège, opère à Utsira en janvier en compagnie des destroyers Zealous (en) et Carron (en).
Le 15 janvier 1945, le mouilleur revient en mer d’Irlande. Le 13 avril, il participe à l'opération Trammel, un dépôt de mines dans la baie de Kola avec les destroyers Obedient, Opportune (en) et Orwell (en) puis retourne à la Home Fleet en mai.
Après le 8 mai 1945, l'Apollo va à Oslo en compagnie de son sister-ship Ariadne (en) et le croiseur lourd Devonshire. Il transporte le prince héritier de Norvège Olav V et le gouvernement en exil.
À son retour, l'Apollo se prépare pour servir au sein de la British Pacific Fleet au départ de Portsmouth fin juin. Après des exercices avec la Mediterranean Fleet à Malte en juillet, il arrive à Melbourne le 1er août, mais il ne servira pas avec la capitulation du Japon.
Le mouilleur est employé pour la rapatriement des prisonniers britanniques à Shanghai. Il transporte également le courrier et des marchandises pour des établissements de l'océan Pacifique comme la base de Manus, des ports japonais, Shanghai et Hong Kong. En juin 1946, il revient à Chatham et est mis en réserve.
L'Apollo est remis en service en 1951 après le déclenchement de la guerre de Corée. À la suite d'une rénovation, il rejoint la Home Fleet et est déclaré opérationnel pour les dix prochaines années. En 1953, il prend part à la parade de la flotte en l'honneur du couronnement d'Élisabeth II.
Il est mis de nouveau en réserve en 1961, sur la liste de destruction l'année suivante et vendu pour la démolition au chantier Hughes Bolckow à Blyth qui l'effectue en novembre 1962.